# Alberto Solís
Alberto Solís Gómez (Tomares, 1 de enero de 1998), más conocido como Alberto Solís, es un futbolista español. Juega como mediocentro ofensivo y su equipo es el FC Andorra de la Primera Federación.

## Trayectoria
Nacido en Tomares, una localidad cercana a Sevilla, es un jugador formado en la cantera del Sevilla FC con el que llegaría a ser internacional con España en categoría Sub-16. Tras llegar a jugar con el equipo hispalense en Liga Nacional Juvenil fue fichado por el Real Club Celta de Vigo en verano de 2015. 
En las siguientes temporadas, formaría parte del Juvenil de División de Honor del Real Club Celta de Vigo.
En la temporada 2016-17, hizo su debut con el filial en la primera jornada de liga, frente al Mutilvera. En verano de 2017, renovaría su contrato con el Real Club Celta de Vigo, pero en el mes de octubre sufrió una lesión en el ligamento cruzado anterior de su rodilla izquierda que le impidió jugar durante varios meses. Nueve meses después, volvería a los terrenos de juego para convertirse en un jugador importante del filial céltico, disputando 31 partidos en la temporada 2018-19, en la que además marcó 2 goles. Durante esa misma temporada el Real Club Celta de Vigo renovó su contrato hasta el 30 de junio de 2023, con una cláusula liberatoria en junio de 2021. 
En verano de 2019, fue convocado por Fran Escribá para realizar la pretemporada con el primer equipo del Real Club Celta de Vigo, junto a otros ocho canteranos. En la temporada 2019-20, seguiría en el filial con el que disputó 18 partidos y anotó 4 goles, hasta que la pandemia de Covid-19 paralizó el fútbol en Segunda División B de España. 
Su debut con el primer equipo llegó en un amistoso en verano de 2020 ante el Real Oviedo a las órdenes de Óscar García Junyent, pero en liga no tendría oportunidades. En diciembre volvió a sufrir una lesión que le tuvo alejado de los terrenos de juego durante un tiempo, aunque acabó siendo importante para el Celta B, que disputaría los play-offs por el ascenso a Segunda División con Solís como titular y capitán. En la temporada 2020-21, disputaría 18 partidos en los que anotaría 5 goles.
En verano de 2021, pone fin a su etapa en Vigo después de seis temporadas, en las que jugó 78 partidos, anotando 11 goles. El 20 de agosto de 2021, firma por la Cultural y Deportiva Leonesa de la Primera División RFEF. En la temporada 2021-22, Alberto disputa 36 partidos en los que anota 7 goles y aporta 3 asistencias.
Tras dos temporadas con el conjunto leonés, el 26 de julio de 2023 firmaría con el Real Unión Club de Irún hasta final de temporada.El 10 de septiembre lograría anotar su primer gol en partido oficial con el equipo vasco, en un encuentro ante el Rayo Majadahonda correspondiente a la tercera jornada de la liga.
El 26 de junio de 2024, firma por el FC Andorra de la Primera Federación.

## Clubes
| Club                         | País    | Año       |
| ---------------------------- | ------- | --------- |
| Celta de Vigo B              | España  | 2017-2021 |
| Cultural y Deportiva Leonesa | España  | 2021-2023 |
| Real Unión Club              | España  | 2023-2024 |
| FC Andorra                   | Andorra | 2024-     |